# Filmin
Filmin es una plataforma de cine en línea creada en España. Ofrece contenidos audiovisuales, cine de autor, independiente, cine comercial en forma de video bajo demanda en streaming y de forma legal bajo suscripción.
Filmin se creó con el apoyo de distribuidoras independientes de España. En 2020 los fondos de inversión Nazca y Seaya Ventures, accionista de Cabify y Glovo, adquirieron el 51% de la plataforma española.

## Historia
La plataforma se creó en 2008. Su fundador y consejero delegado es Juan Carlos Tous quien junto a José Antonio de Luna y Jaume Ripoll, fueron los socios fundadores de la compañía.
Filmin tuvo el apoyo inicial de las principales distribuidoras de cine independiente de España: Alta Films, Avalon Distribución, El Deseo, Golem, Tornasol, Vértigo Films, Versus Entertainment, Wanda Visión y Cameo. Se les unió la compañía de diseño en línea Vostok, y también cuenta con la colaboración de Brightcove, compañía especializada en transmisión de vídeo por Internet. En 2013 entraron en la compañía las empresas francesas Metropolitan FilmExport y LMC.
Tras unos primeros años de pruebas, en los que no existían ofertas legales consolidadas en España, la página web se relanzó en junio de 2010. Desde entonces el catálogo se incrementa día a día y cuentan ya con más de 10 000 títulos. Enrique González Macho, expresidente de la Academia de Cine, es uno de los socios fundadores de la plataforma.
El 29 de noviembre de 2017, la plataforma hace oficial un acuerdo con Vodafone España para ofrecer sus servicios en la plataforma de TV de Vodafone.
El servicio tiene una versión especial en catalán llamada FilminCat, que ofrece todos los contenidos y la interfaz en catalán.
En 2020, los fondos de inversión Nazca y Seaya Ventures, accionista de Cabify y Glovo, adquirieron el 51% de la plataforma española.
En agosto de 2022 tuvo lugar el estreno de la primera película documental original de la plataforma. Se trató de la cinta "El falsificador" del creador Kike Maíllo. El estreno tuvo lugar dentro del Atlàntida Mallorca Film Fest.
El 25 de octubre de 2022 la plataforma celebró sus primeros 15 años de vida.
En enero de 2025 se dio a conocer que Nazca Capital, y que desde 2020 ostenta el control de Filmin junto con el fondo de inversión Seaya Ventures, había contratado los servicios del banco de negocios Arcano para la venta de Filmin.

## Funcionamiento
La mayoría de las películas y series del catálogo se ofrecen en dos versiones, la doblada al castellano, V.E. (versión española), y la original subtitulada al castellano, V.O.S.E. (versión original subtitulada al español).
Para el visionado se usa la tecnología del streaming de bitrate adaptativo, de manera que la definición depende del ancho de banda que tenga el usuario, por eso Filmin recomienda adaptar la calidad del player según la conexión, de 1 a 3 Mb una calidad baja, de 4 a 6 Mb una calidad media (y, según la empresa, una "experiencia satisfactoria") y de 7 o más Mb una calidad alta. Pero la gran mayoría de los títulos se pueden visionar en HD (Alta definición).
Se puede acceder al catálogo mediante el pago unitario de cada título que se quiera ver (alquiler individual de películas, TVOD), o una suscripción mensual (pago por suscripción, SVOD), de 6 meses o de un año, en dos modalidades: 
- Premium: donde se puede acceder a todo el catálogo excepto los títulos premier
- Premium+: donde si se puede acceder a la totalidad del catálogo y se tiene 3 vales premier al mes para títulos premier

Una vez se ha alquilado el visionado de una película, no hay límite de tiempo para verla, pero una vez pulsado el botón Play para reproducirla por primera vez, el usuario tiene 72 horas para verla.
Filmin se puede ver en gran variedad de soportes, en PC, en Mac, en sistemas  GNU/Linux, en iPhone, en iPad, en dispositivos Android y Android TV (Sony, Phillips, Sharp del 2015 en adelante), en Apple TV y en televisores Samsung y LG. Además, es compatible con otros dispositivos como Google Chromecast.

## Contenido
La plataforma cuenta con más de 9.000 títulos, entre los que hay películas, mayoritariamente independientes, series y cortos. El contenido está clasificado por Género cinematográfico (Animación, Drama, Comedia, Thriller, ...), etiquetas y, por lo que la plataforma llama, Estados de ánimo (Qué te apetece ahora...).
En septiembre de 2020, la plataforma anunció la subida de su apuesta por la distribución en salas, en apoyo a las salas de cine por la pandemia de COVID-19. En febrero de 2021 anunció que comenzaría a producir sus propias series originales.

### Contenido original de Filmin

#### Series originales
| Título                  | Estreno                 | Final                  | Creador/Director                                 | Género     | Temporadas                | Estado     |
| ----------------------- | ----------------------- | ---------------------- | ------------------------------------------------ | ---------- | ------------------------- | ---------- |
| Doctor Portuondo        | 29 de octubre de 2021   | 29 de octubre de 2021  | Carlo Padial                                     | Comedia    | 1 temporada, 6 episodios  | Finalizada |
| Autodefensa             | 29 de noviembre de 2022 | 6 de diciembre de 2022 | Berta Prieto, Belén Barenys, Miguel Ángel Blanca | Comedia    | 1 temporada, 10 episodios | Finalizada |
| Oswald. El falsificador | 25 de enero de 2023     | 8 de febrero de 2023   | Kike Maíllo                                      | Documental | 1 temporada, 3 episodios  | Finalizada |
| Selftape                | 4 de abril de 2023      | 4 de abril de 2023     | Joana Vilapuig, Mireia Vilapuig                  | Drama      | 1 temporada, 6 episodios  | Finalizada |

#### Películas distribuidas en cines
| Película                          | Estreno en cines         | Estreno en Filmin        | Dirección                                                | Género                 | País                                |
| --------------------------------- | ------------------------ | ------------------------ | -------------------------------------------------------- | ---------------------- | ----------------------------------- |
| Ojos negros                       | 19 de julio de 2019      | 7 de noviembre de 2019   | Marta Lallana, Ivet Castelo, Iván Alarcón, Sandra García | Drama                  | España                              |
| Fin de siglo                      | 13 de diciembre de 2019  | 10 de abril de 2020      | Lucio Castro                                             | Drama romántico        | Argentina                           |
| Cunningham                        | 16 de octubre de 2020    | 18 de diciembre de 2020  | Alla Kovgan                                              | Documental             | Alemania, Francia, Estados Unidos   |
| She Dies Tomorrow                 | 30 de octubre de 2020    | 4 de diciembre de 2020   | Amy Seimetz                                              | Thriller psicológico   | Estados Unidos                      |
| Lux AEterna                       | 27 de noviembre de 2020  | 24 de enero de 2021      | Gaspar Noé                                               | Thriller               | Francia                             |
| Josep                             | 4 de diciembre de 2020   | 31 de marzo de 2021      | Aurel                                                    | Animación para adultos | Francia, España, Bélgica            |
| A Stormy Night                    | 18 de diciembre de 2020  | 26 de febrero de 2021    | David Moragas                                            | Drama romántico        | España                              |
| La pintora y el ladrón            | 5 de febrero de 2021     | 1 de abril de 2021       | Benjamin Ree                                             | Documental             | Noruega                             |
| Del inconveniente de haber nacido | 26 de febrero de 2021    | 16 de abril de 2021      | Sandra Wollner                                           | Ciencia ficción        | Austria                             |
| Un efecto óptico                  | 26 de marzo de 2021      | 28 de mayo de 2021       | Juan Cavestany                                           | Comedia                | España                              |
| Wildland                          | 23 de abril de 2021      | 11 de junio de 2021      | Jeanette Nordahl                                         | Crimen                 | Dinamarca                           |
| Masacre: Ven y mira               | 7 de mayo de 2021        | 28 de mayo de 2021       | Elem Klimov                                              | Drama bélico           | Unión Soviética                     |
| Gunda                             | 28 de mayo de 2021       | 2 de julio de 2021       | Viktor Kossakovsky                                       | Documental             | Noruega, Estados Unidos             |
| Destello bravío                   | 18 de junio de 2021      | 22 de octubre de 2021    | Ainhoa Rodríguez                                         | Fantástico             | España                              |
| Annette                           | 20 de agosto de 2021     | 26 de noviembre de 2021  | Leos Carax                                               | Musical                | Francia                             |
| El vientre del mar                | 12 de noviembre de 2021  | 14 de enero de 2022      | Agustí Villaronga                                        | Drama                  | España                              |
| ¡Corten!                          | 19 de noviembre de 2021  | 21 de enero de 2022      | Marc Ferrer                                              | Comedia                | España                              |
| Mironins                          | 3 de diciembre de 2021   | 4 de marzo de 2022       | Mikel Mas Bilbao, Txesco Montalt                         | Animación              | España                              |
| Drive My Car                      | 4 de febrero de 2022     | 8 de abril de 2022       | Ryûsuke Hamaguchi                                        | Drama                  | Japón                               |
| Jane por Charlotte                | 11 de marzo de 2022      | 6 de mayo de 2022        | Charlotte Gainsbourg                                     | Biopic                 | Francia                             |
| Val                               | 20 de mayo de 2022       | 20 de mayo de 2022       | Ting Poo, Leo Scott                                      | Biopic                 | Estados Unidos                      |
| Vortex                            | 29 de julio de 2022      | 7 de octubre de 2022     | Gaspar Noé                                               | Drama                  | Francia                             |
| Pacifiction                       | 2 de septiembre de 2022  | Enero de 2023            | Albert Serra                                             | Drama                  | Francia, España, Alemania, Portugal |
| En espera de estreno              |                          |                          |                                                          |                        |                                     |
| Oswald. El falsificador           | 30 de septiembre de 2022 | 30 de septiembre de 2022 | Kike Maíllo                                              | Documental             | España                              |
| Hundreds of Beavers               | 2024                     | 2024                     | Mike Cheslik                                             | Comedia                | Estados Unidos                      |

#### Otros contenidos
- Además cuenta con todas las películas, series y documentales producidos o distribuidos para España, Andorra y Gibraltar propiedad o que cuentan con los derechos de:
  - Alta Films,
  - Avalon Distribución,
  - El Deseo (productora),
  - Golem,
  - Tornasol,
  - Vértigo Films,
  - Versus Entertainment,
  - Wanda Visión,
  - Cameo,
  - Brightcove,
  - Metropolitan FilmExport,
  - LMC y
  - Enrique González Macho.

## Cortos
Hasta mediados de 2015 la plataforma permitía la subida de cortos rodados por los usuarios. Su visionado resultaba gratuito para cualquier visitante. Además se otorgaba cada mes el premio al "Mejor Corto del Mes", que se elegía mediante la votación de los usuarios registrados en la página.
| Año  | Mes        | Título                                   | Autor/es                                 |
| ---- | ---------- | ---------------------------------------- | ---------------------------------------- |
| 2009 | Octubre    | Endora                                   | Fernando Mainguyague                     |
| 2009 | Noviembre  | Back Room                                | Guillem Morales                          |
| 2009 | Diciembre  | En el andén                              | Alejandro Javaloyas                      |
| 2010 | Enero      | El Rey ha muerto                         | Paco Galindo                             |
| 2010 | Febrero    | Consumición obligatoria                  | Paco Galindo                             |
| 2010 | Marzo      | Extraviados                              | Pau López                                |
| 2010 | Abril      | Temporada 92-93                          | Alejandro Marzoa                         |
| 2010 | Junio      | Algo queda                               | Ana Lorenz Fonfría                       |
| 2010 | Julio      | Rata de Túnel                            | J. M. Asensio                            |
| 2010 | Agosto     | Pablo                                    | Nely Reguera                             |
| 2010 | Septiembre | Lo siento, te quiero                     | Leticia Dolera                           |
| 2010 | Octubre    | Luciano                                  | Dani de la Orden y Cyrien Clement-Delmas |
| 2010 | Noviembre  | Cinespañol                               | César Sabater                            |
| 2010 | Diciembre  | El cubo                                  | Diego Enríquez                           |
| 2011 | Enero      | Inter-face                               | Flavio G. García                         |
| 2011 | Febrero    | Cuernos                                  | Andrés Berlanga                          |
| 2011 | Marzo      | Som Taujà                                | Borja Zausen                             |
| 2011 | Abril      | Cuando me recuerdes                      | Carlos Cabero                            |
| 2011 | Maryo      | ¿Por qué desaparecieron los dinosaurios? | Mar Deglado y Esaú Dharma                |
| 2011 | Junio      | Flejos y reflejos                        | Roberto López                            |
| 2011 | Julio      | Microfísica                              | Joan Carles Martorell                    |
| 2011 | Agosto     | Niños que nunca existieron               | David Valero                             |
| 2011 | Octubre    | La última polaroid                       | Mar Coll                                 |
| 2011 | Noviembre  | Olvido                                   | Javier Valenzuela Alamán                 |
| 2011 | Diciembre  | La ruta natural                          | Álex Pastor                              |
| 2012 | Febrero    | Ay, Pavloba                              | Fernando Sánchez                         |
| 2012 | Marzo      | Pandemonium                              | Roberto Cairo                            |
| 2012 | Abril      | Superguay                                | Fernando Villena Barba                   |
| 2012 | Mayo       | Breathing                                | Alberto Sánchez Porras                   |
| 2012 | Junio      | Night Flowers                            | Javier Giner                             |
| 2012 | Julio      | Save me                                  | Javier Giner                             |
| 2012 | Agosto     | Recoprem 10 mg                           | Fernando Sánchez                         |
| 2012 | Septiembre | 70 m²                                    | Miguel A. Carmona                        |
| 2012 | Octubre    | 2010                                     | David Rodríguez Aguilera                 |
| 2012 | Noviembre  | She's lost control                       | Haritz Zubillaga                         |
| 2012 | Diciembre  | Chocopaquete                             | Juanjo Moscardó Rius                     |
| 2013 | Enero      | Lapsus                                   | Juan José Vásquez Kemnis                 |
| 2013 | Febrero    | Reflejo Imaginario                       | Reverie                                  |
| 2013 | Marzo      | Píldoras                                 | Pedro Pérez Martí                        |
| 2013 | Abril      | Dolor sin invitación                     | Fran Caviedas                            |
| 2013 | Mayo       | La Fábula del Dibujante                  | Paloma Zapata                            |
| 2013 | Junio      | 48 GRADOS                                | Noël Gallardo                            |
| 2013 | Julio      | Confesiones (bis)                        | David Marí                               |
| 2013 | Agosto     | Zigaretten                               | Arturo Vela                              |
| 2013 | Septiembre | Voltereta                                | Alexis Morante                           |
| 2013 | Octubre    | La guerra fría                           | Inés Pintor y Pablo Santidrián           |
| 2013 | Noviembre  | Lacrimosa                                | Rubén Llama e Iván Boutazakht            |
| 2013 | Diciembre  | El Viaje de la Libélula                  | Iván Burgos                              |
| 2014 | Enero      | La propinta (The tip)                    | Manuel Gomar                             |
| 2014 | Febrero    | La piel de Victoria                      | Reynaldo Quijada                         |
| 2014 | Marzo      | Stand down                               | Fernando Villena Barba                   |
| 2014 | Abril      | Frames                                   | Beatriz Carretero y Alicia Medina        |
| 2014 | Mayo       | La niña                                  | Alberto Carpintero                       |
| 2014 | Noviembre  | Desenfocada                              | Miguel Furnier                           |

El 5 de junio de 2020 fue estrenada directamente en la plataforma el filme  Rocambola  protagonizada por Juan Diego Botto, Jan Comet, Sheila Ponce y está dirigida por Juanra Fernández

## Atlántida Film Fest
Desde 2011 la plataforma en línea Filmin organiza la Atlántida Film Fest, el primer festival de cine a través de internet del España. El certamen tiene una parte exclusivamente digital, donde se estrenan películas para su visionado a través de internet. La octava edición tuvo más de 70.000 espectadores.  Desde 2016 tiene una edición física en Mallorca, la Atlántida Mallorca Film Fest, donde se proyecta de manera gratuita parte de la programación disponible en línea de la Atlántida Film Fest.

## Premios
En la 59 edición de los Premios Sant Jordi de Cinematografía obtuvo el Premio especial a la industria.
En junio de 2011 ganó el Premio Time Out al proyecto más innovador.
En 2012 la plataforma ganó el Premi Ciutat de Barcelona 2012 a la Creatividad e innovación y en 2015 el Premio Sant Jordi RNE de Cinematografía a la Indústria.
Filmin recibió en 2004 el Premio Honorífico de la 14.ª Muestra de Cine de Lanzarote, por su contribución a la divulgación del cine y su oferta de un catálogo de calidad. 